# Arthur Melbourne-Cooper
Pour les articles homonymes, voir Cooper.
Arthur Melbourne-Cooper est un réalisateur, scénariste, directeur de la photographie et acteur britannique, né le 15 avril 1874 à St Albans (Hertfordshire), mort le 28 novembre 1961 à Barnet (Hertfordshire). Il fait partie des pionniers du cinéma d'animation

## Filmographie partielle

### comme réalisateur
- 1899 : Matches: An Appeal
- 1907 : Belles of Killarney
- 1908 : Dreams of Toyland
- 1909 : Tale of the Ark
- 1912 : The Cat's Cup Final
- 1912 : Ten Little Nigger Boys
- 1912 : Wooden Athletes

### comme scénariste
- 1912 : Ten Little Nigger Boys